# 기니아구아바
기니아구아바(영어: Guinea guava 기니 구아버[*], 학명: Psidium guineense 프시디움 귀네엔세[*])는 도금양과의 나무이다.

## 분포
아메리카에 분포한다. 북아메리카(멕시코), 카리브(과들루프, 마르티니크, 자메이카, 쿠바, 트리니다드 토바고), 중앙아메리카(과테말라, 니카라과, 벨리즈, 엘살바도르, 온두라스, 코스타리카, 파나마), 남아메리카(가이아나, 베네수엘라, 볼리비아, 브라질, 수리남, 아르헨티나, 콜롬비아, 파라과이, 프랑스령 기아나)가 원산지이다.

## 쓰임새
열매는 구아바의 일종으로, 식용한다.

## 사진 갤러리

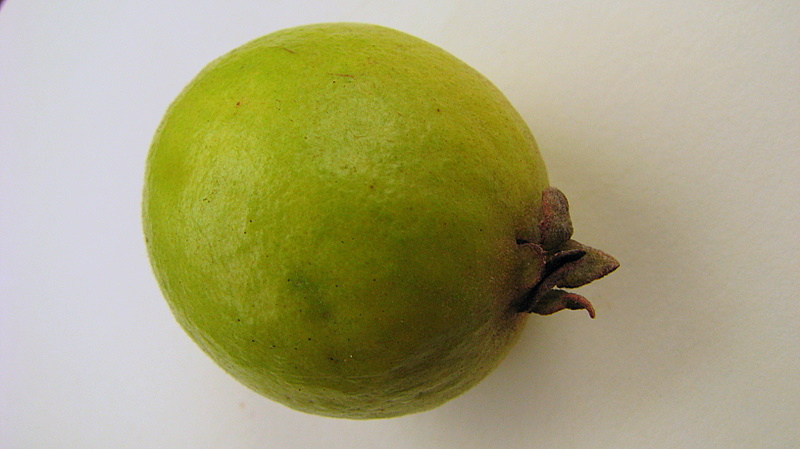
열매
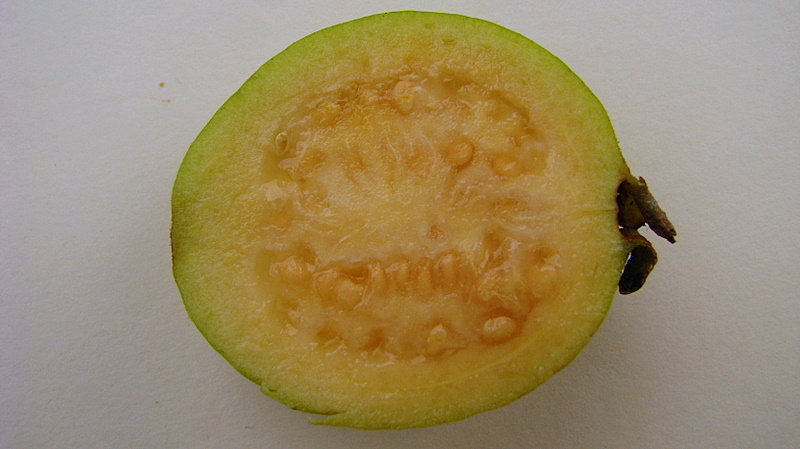
열매 단면

## 같이 보기
- 구아바
- 브라질구아바